# Eolisk avlagring

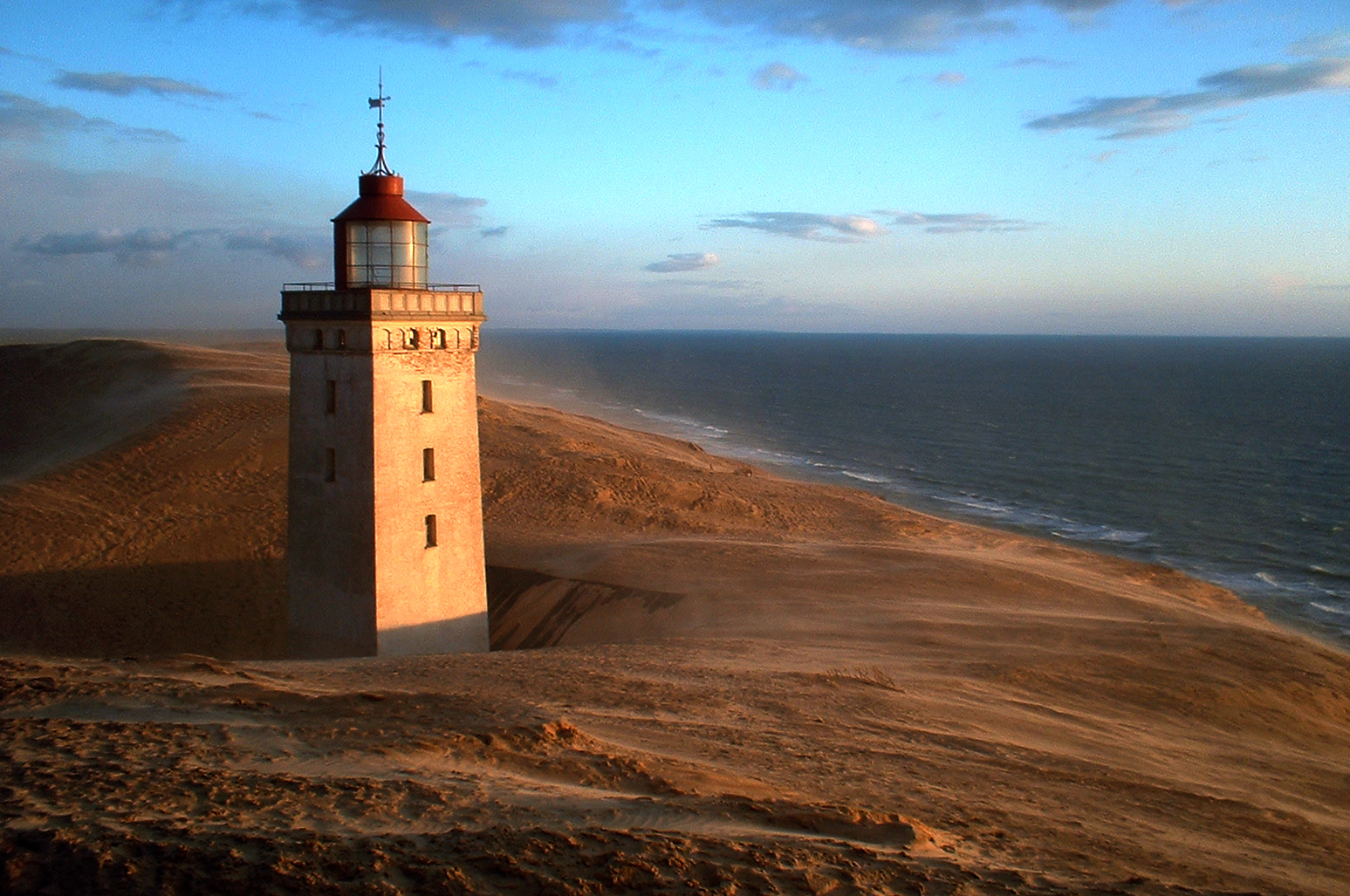
Sanddyner vid Rubjerg Knude

En eolisk avlagring är ett sediment som har avsatts genom transport med vinden och luftströmmar. Till skillnad från majoriteten av sedimentära avlagringar som finns har dessa avlagringar inte transporterats med hjälp av vatten. Exempel på eoliska avlagringar är flygsand, löss samt vulkanisk aska. Vattnet tar med sig/transporterar sten, grus och sand från en plats till en annan. När floden flyter långsammare sjunker det och hamnar på botten det kallas avlagring. 

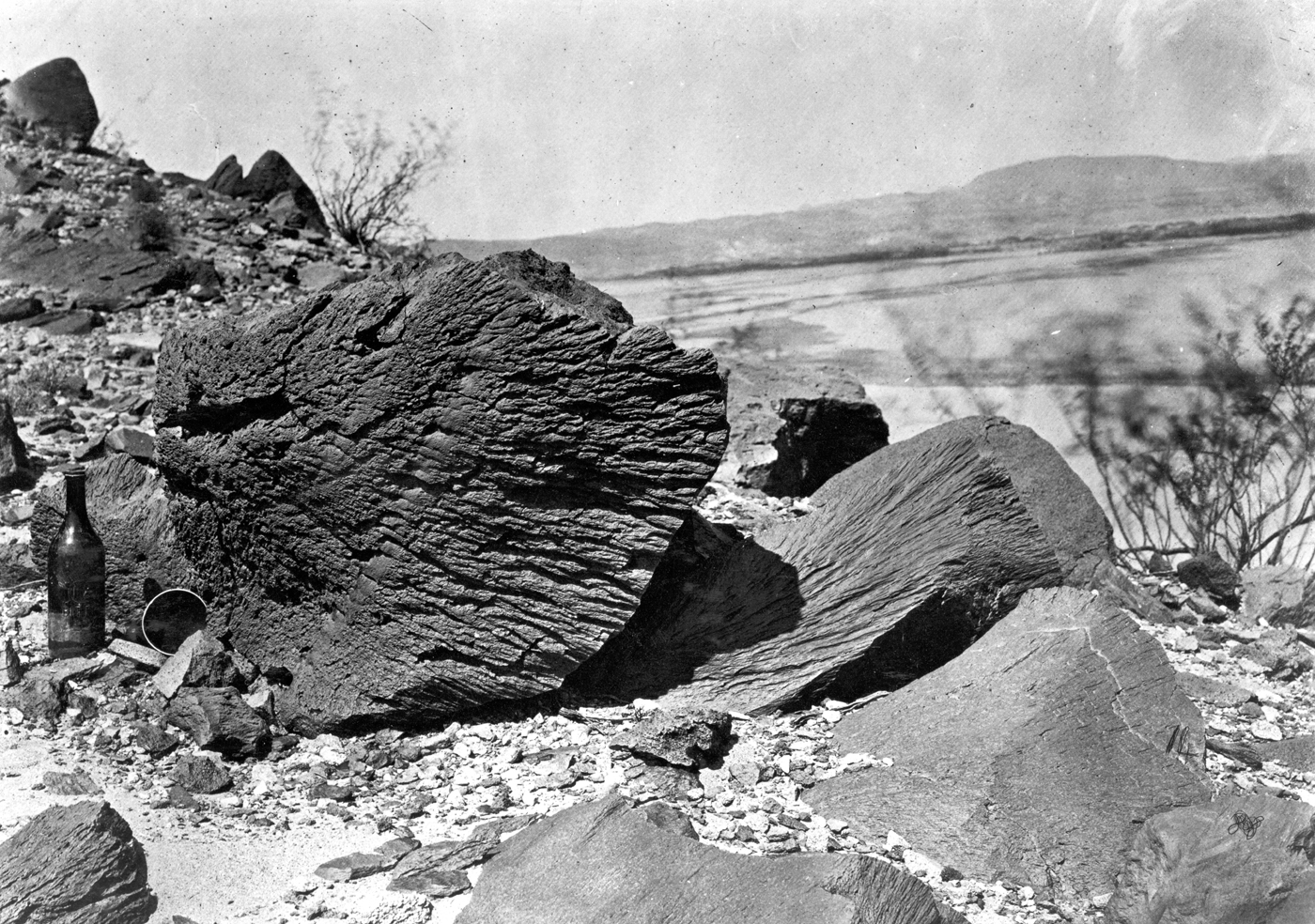
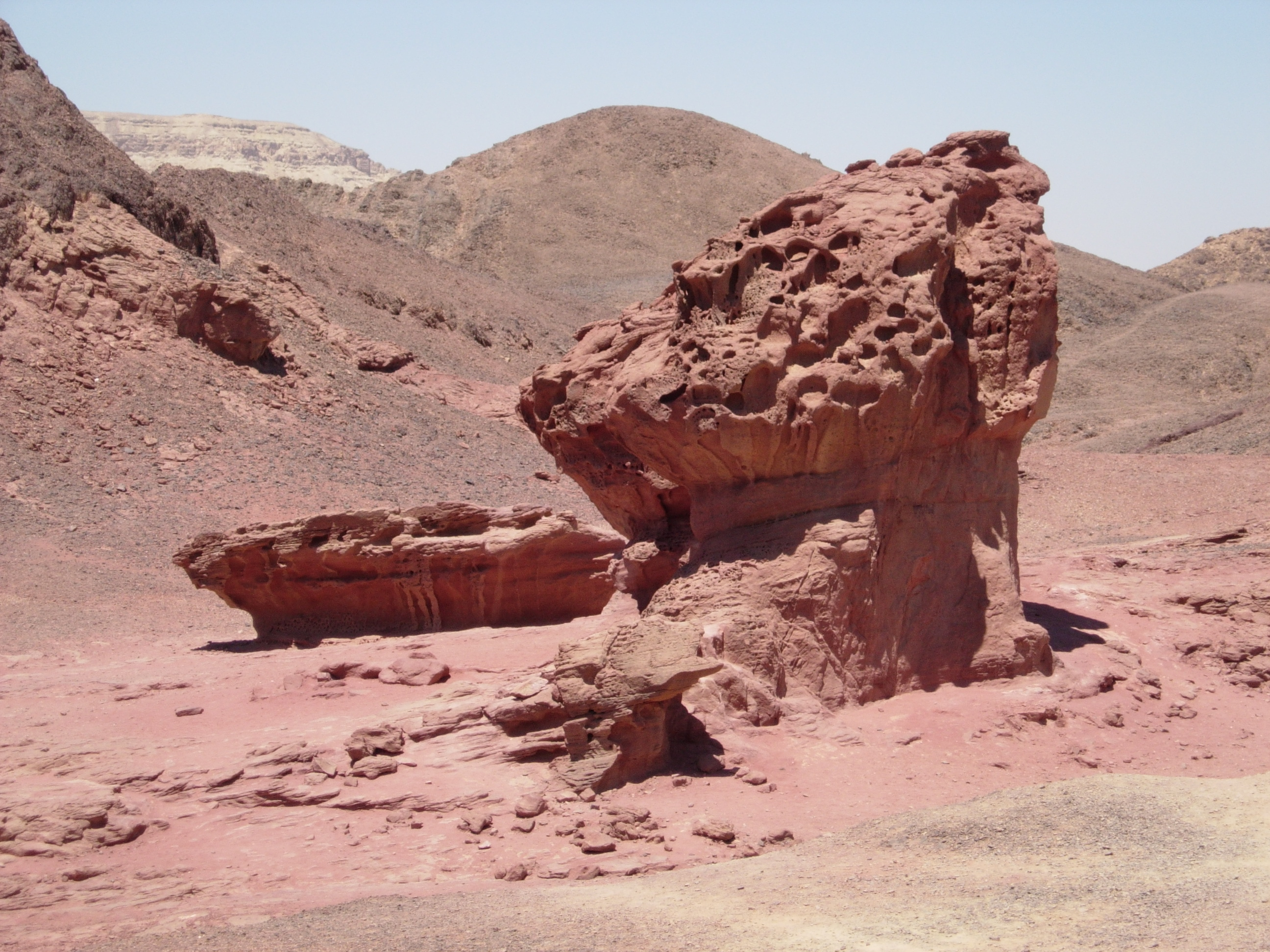
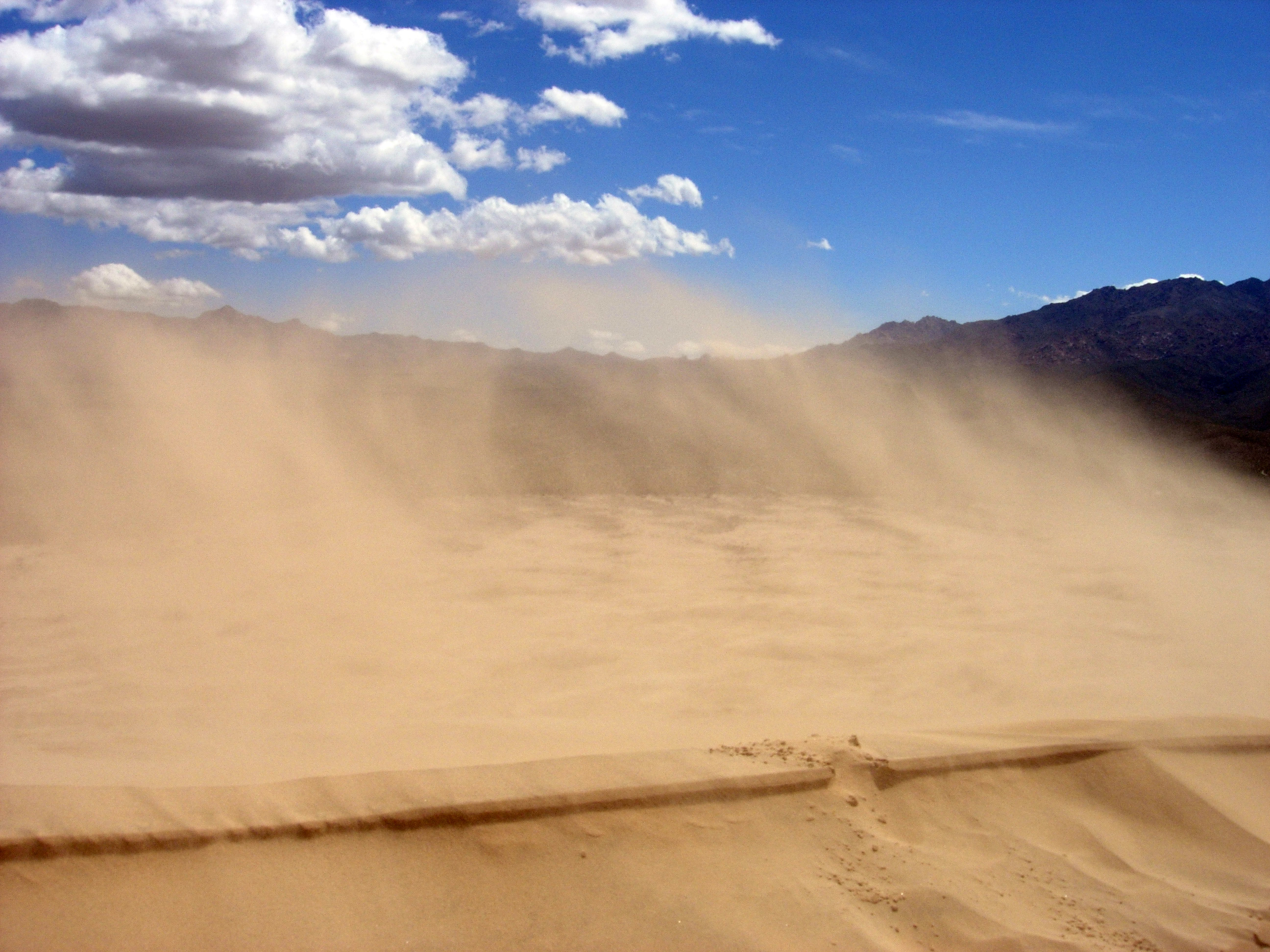